# 加減乘除組合
加減乘除組合，2017年成立的中国女子組合，由北京極創引力文化傳媒有限公司JC藝人學院运营。组合成员包括由羅智儀、杜金雨、羅怡恬和譚妍喆。其應援色為赤橙。

## 成員
| 本名   | 出生日期      | 暱稱                         | 粉絲名 | 應援色 |
| ------ | ------------- | ---------------------------- | ------ | ------ |
| 羅智儀 | 1998年8月11日 | 大羅，小一，大美羅，羅美麗   | 知了   | 青藍   |
| 杜金雨 | 2002年11月9日 | 小雨，金魚，杜大佬           | 魚塘   | 杜鵑粉 |
| 羅怡恬 | 1998年8月17日 | 小羅，恬恬，羅帥氣           | 甜辣醬 | 黃     |
| 譚妍喆 | 2003年8月17日 | 吉吉，雞仔, 吉吉國王，吉娃子 | 雞米花 | 紫     |

## 主要事蹟

### 2015-16年:練習生時期
2015-16年，加減乘除組合的四位藝人先後以練習生的身份進入JC藝人學院
2016年11月，加減乘除組合成員譚妍喆和羅怡恬主演了JC藝人學院指導並拍攝的迷你爆笑輕喜劇《OS Girls》。同時，加減乘除組合的四位藝人參與了JC藝人學院策劃的女團出道紀實真人秀《1VS11》，成員譚妍喆成為1隊其餘成員與學院另外8名練習生組成11隊展開出道競賽。

### 2017年：出道，首支單曲《雙面黑》，首張EP《OK》
2017年6月14日，加減乘除組合在北京成立，並發行首支單曲《雙面黑》由隊長羅智儀作詞。 
2017年12月8日，發行首張团体EP《OK》，收錄《OK》、《我沒胖》等六首歌。其中，主打曲《OK》由组合成员谭妍喆创作。

### 2018年：三人參與《創造101》
2018年3月末起，羅智儀、羅怡恬、杜金雨三人參與騰訊視頻製作的偶像選秀節目《創造101》。節目於4月21日開播，三人分別得到第50名、34名、37名的成績 ，譚妍喆因年紀未達15歲沒參賽。
11月26日，发行团体专辑《SPECIAL》。
2019年8月，受邀参与录制CCTV综艺节目《开门大吉》。

## 作品

### 音樂作品
| 類型 | 名稱   | 發行日期      | 曲目                                                           |
| ---- | ------ | ------------- | -------------------------------------------------------------- |
| 單曲 | 雙面黑 | 2017年6月14日 | 1. 雙面黑                                                      |
| EP   | OK     | 2017年12月8日 | 1. 我没胖 2. OK 3. 雙面黑 4. 拗 5. All Day All Night 6. 要開心 |

### 影视作品

#### 綜藝節目
| 日期          | 播出平台        | 节目               |
| ------------- | --------------- | ------------------ |
| 2017年9月1日  | 中央電視台CCTV1 | 開學第一課         |
| 2018年1月2日  | 中央電視台CCTV3 | 世界動漫之夜       |
| 2018年6月30日 | 中央電視台CCTV3 | 2018世界杯燃情之夜 |

#### 網劇
| 日期                        | 播出平台 | 節目     | 成員           |
| --------------------------- | -------- | -------- | -------------- |
| 2016年12月7日-2017年1月11日 | 全網     | OS GIRLS | 羅怡恬、譚妍喆 |

## 外部鏈接
團體官方鏈接
- 加減乘除組合的新浪微博
- 極創引力的新浪微博

成員個人鏈接
- 羅智儀的新浪微博
- 羅怡恬的新浪微博
- 杜金雨的新浪微博
- 譚妍喆的新浪微博